# Джон Сильвер
Долговязый Джон Сильвер (англ. Long John Silver) — персонаж и главный антагонист романа Роберта Льюиса Стивенсона «Остров сокровищ», пират XVIII века.

## Джон Сильвер в книге

### Описание и характер
Джон Сильвер имел прозвища «О́корок» (в оригинале — Барбекю, что может подразумевать как блюдо, так и оборудование для его приготовления), «Долговязый Джон», «Одноногий». У Сильвера нет левой ноги, которую он потерял в сражении, передвигается с костылём. На плече у него часто сидит попугай по кличке Капитан Флинт. Попугай умеет говорить, чаще всего он выкрикивает: «Пиастры, пиастры, пиастры!»
По словам Джона Сильвера, он служил квартирмейстером и его боялся сам Флинт. В общей английской военно-морской терминологии квартермастер означает «рулевой», «штурман» либо «старшина рулевых». Однако у английских пиратов времён Золотого века пиратства (примерно с середины XVII до середины XVIII века) полномочия квартермастера были гораздо шире, и квартермастер был выше по рангу любого другого члена команды за исключением капитана. Квартермастер командовал абордажной командой, которая обычно высаживалась на вражеский корабль с квартердека, и имел право вето на решения капитана (за исключением тех случаев, когда корабль был в бою или погоне за добычей).

«Когда я был квартирмейстером, старые пираты Флинта слушались меня, как овечки. Ого-го-го, какая дисциплина была на судне у старого Джона!»— «Остров сокровищ», глава 11
Джон Сильвер и на кораблях, и на суше умело проявлял свои лидерские качества практически в любых условиях, вне зависимости от должности и обстоятельств. Будучи пиратом, затем хозяином припортового заведения, новоявленным судовым поваром или поверженным интриганом, — всегда Сильвер умел приспособиться и «организоваться». Эта его способность адаптироваться, невозмутимость, лёгкость и общительность, с одной стороны, и расчётливость и коварство — с другой — действовали на окружающих почти гипнотически, вселяли ужас и страх.
Физическая сила, природная ловкость Джона, несмотря на увечье и возраст, «убедительно подкрепляли» при необходимости его словесные аргументы. Например, он лично убил матроса Тома, отказавшегося примкнуть к пиратам, сперва метнув ему в спину свой костыль и сломав тем самым позвоночник, а затем добив несколькими ударами ножа, а спорившего с ним у ямы пирата уложил из пистолета на месте. Лишним тому доказательством служит и то, что ни один из пятерых пиратов не рискнул ответить на вызов, брошенный им Сильвером, когда тот отстаивал своё право быть главарём. А то, что Сильвера смертельно боялся Билли Бонс и побаивался сам Флинт, свидетельствует о том, что Джон был весьма опасным субъектом.

### В книге
Впервые Сильвер упоминается Билли Бонсом как таинственная персона. Джим Хокинс об этом повествует так:

Однажды он отвёл меня в сторону и пообещал платить мне первого числа каждого месяца по четыре пенса серебром, если я буду «в оба глаза смотреть, не появится ли где моряк на одной ноге», и сообщу ему сразу же, как только увижу такого.— «Остров сокровищ», глава 1
Более того, вся первая часть романа наполнена упоминаниями об одноногом, которые вместе с динамично развивающимися событиями всё более интригуют читателя. Появляются и исчезают новые опасные злодеи (Чёрный Пёс, Слепой Пью), но автор даёт понять, что где-то таится главное зло — «Одноногий».
Сам же Джон Сильвер появляется в книге лишь во второй части, причём поначалу не предвещает опасности: его находит в Бристоле сквайр Трелони. Поскольку Сильвер держал таверну «Подзорная труба» возле самого порта, то, разыскивая команду на судно «Испаньола», сквайр наткнулся на него и выболтал, что отправляется за сокровищами. Джон тут же нанялся к нему коком, а также порекомендовал ему целую команду матросов, оказавшихся на самом деле пиратами, состоявшими ранее, как и сам Сильвер, в команде самого Флинта. В дальнейшем Трелони похвастается доктору Ливси и Джиму Хокинсу: «Я думал, что я нашёл повара, а оказалось, что я нашёл целую команду». При этом подозрения о том, что именно судовой повар и есть тот «одноногий» автор лишь усиливает, сохраняя интригу.
Во время плавания Сильвер удерживает команду от бунта, тянет до последнего, и только в ночь, когда на горизонте уже появляется остров Сокровищ, юнге Джиму Хокинсу удаётся раскрыть эту тайну, подслушав разговор Джона с Израэлем Хэндсом и молодым матросом Диком. Именно в этот момент персонаж Джон Сильвер и становится самим собой, когда судовой повар «сбрасывает личину», хотя и частично (только для читателя, так как до открытого противостояния дело не дошло).
И даже во время высадки на берег, когда, по словам Джима Хокинса, «всё было ясно, как день», — даже тогда Сильвер не раскрывается полностью и ведёт игру самым хитрым образом, лавируя между ещё не решающимися на бунт головорезами и уже почти полностью потерявшими всё своё влияние экспедиционерами. Пытаясь завладеть сокровищами раньше сквайра и доктора, Джон высаживается на остров вместе с командой, оставив на корабле несколько своих людей, и устраивает лагерь на болоте. Эта роковая ошибка едва не стоит ему жизни: половина из его команды заболела лихорадкой, а один из пиратов был убит во сне Беном Ганном.

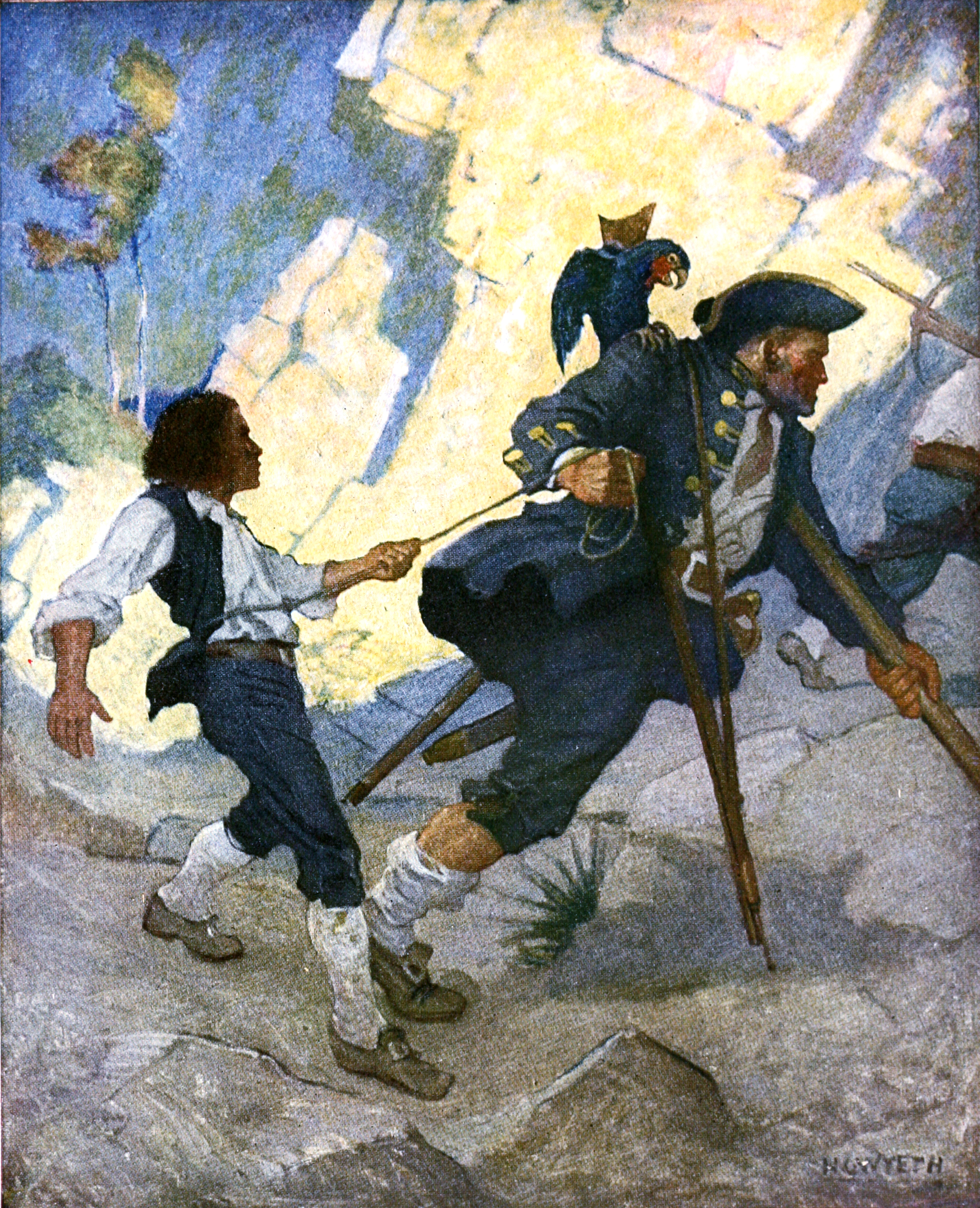
Джон Сильвер вместе с Джимом Хокинсом. Иллюстрация Ньюэлла Уайета к изданию 1911 года

Увидев, что доктор, сквайр и капитан Смоллетт укрылись в форте, построенном Флинтом, Сильвер приходит туда с белым флагом на переговоры. Не добившись ничего, Сильвер безуспешно пробует взять форт штурмом. Ночью он обнаруживает, что «Испаньола» исчезла. Сильвер первым из шайки пиратов понимает, что игра проиграна. Он начинает думать о том, как выйти сухим из воды.
На следующий день к нему приходит доктор Ливси и заключает договор, на основании которого пиратам достаются карта и форт. Команда Сильвера тут же перебирается туда.
Ночью, по ошибке, в форт возвращается Джим Хокинс, уведший корабль, чем вызывает у Джона Сильвера и удивление, и воодушевление. В этом мальчике Сильвер вдруг видит шанс на спасение от петли, которая ожидала бы его сразу по прибытии в Англию. Старый пират и подросток заключают договор: Джон спасает Хокинса от своей взбунтовавшейся команды (в результате чего он едва не лишается звания капитана), а Джим обещает свидетельствовать в пользу Сильвера, если дело дойдёт до суда. Когда утром с белым флагом приходит доктор Ливси, Джон и его просит быть на суде свидетелем того, что он спасает мальчику жизнь. Доктор же намекает Сильверу, чтобы тот не торопился с поисками сокровищ, но Сильверу остаётся только действовать у всех на виду, предчувствуя поражение.
Отправившись в путь и пользуясь указаниями Флинта на карте, пираты быстро находят место захоронения сокровищ. Однако вместо обещанных семисот тысяч они находят всего лишь две гинеи. В разгар перебранки между Сильвером и Джорджем Мэрри доктор и Грей открывают огонь по пиратам и выигрывают эту последнюю схватку, поразив пулями двух пиратов, включая Мэрри, и обратив остальных в бегство. Сам Сильвер добивает Мэрри выстрелом из пистолета в упор.
Джон Сильвер, «раскаявшись», снова поступает на службу к капитану Смоллетту. Но на пути в Англию крадёт шлюпку и, прикарманив триста или четыреста гиней, сбегает с корабля в мексиканском порту при помощи Бена Ганна, так и не сумевшего выйти из-под его влияния. В итоге Долговязый Джон Сильвер как истинный мастер тайны, окончательно исчезает из поля зрения героев романа, поскольку, как сказано, никто больше о нём ничего не слышал.

## Прототипы
Вопрос о реальных прототипах Джона Сильвера в источниках решается неоднозначно. В авторском предисловии к роману написано:

«…мне пришла в голову одна мысль насчёт Джона Сильвера, которая обещала доставить немало забавных минут: взять одного своего приятеля, которого я очень любил и уважал (читатель, очень может статься, знает и любит его не меньше моего), откинуть его утончённость и все достоинства высшего порядка, ничего ему не оставить, кроме его силы, храбрости, сметливости и неистребимой общительности, и попытаться найти им воплощение где-то на уровне, доступном неотёсанному мореходу».

Вскоре после публикации романа Стивенсон написал своему другу, литератору Уильяму Хенли, у которого была ампутирована нога в результате перенесённого туберкулёза кости: «Пришло время сделать признание. Долговязый Джон Сильвер родился при созерцании твоей увечной силы и властности… Мысль о калеке, который повелевает и внушает страх одним звуком своего голоса, родилась исключительно благодаря тебе».
По другим источникам, на образ Джона Сильвера могла повлиять опубликованная в Лондоне в 1724 году Чарлзом Джонсоном «Всеобщая история грабежей и смертоубийств, учинённых самыми знаменитыми пиратами». В этой книге содержались рассказы о многих одноногих пиратах, а также излагалось жизнеописание пирата Натаниэля Норта, который также был сначала корабельным коком, потом квартермастером и главарём разбойников и тоже был женат на негритянке.
Согласно некоторым исследованиям, о Сильвере есть записи в мемуарах современников.
Ещё одним прототипом Джона Сильвера может быть одноногий полковник Авраам Норов, потерявший ногу в Бородинском сражении. В 1827 году он служил помощником командующего русской эскадрой, стоявшей месяц в Портсмуте, адмирала Сенявина. Норов неоднократно сходил на берег, сопровождал адмирала при поездках в Лондон — запомнился в порту. Отец Стивенсона, Томас Стивенсон, служил инспектором маяков Великобритании, в Портсмуте (с 1820 г.) бывал, об одноногом моряке, конечно, слышал.

## Джон Сильвер в современной культуре

### Кино и телевидение
| Страна                                            | Год  | Название                                    | Режиссёр                          | Роль/Озвучка                                                                     | Примечания                |
| ------------------------------------------------- | ---- | ------------------------------------------- | --------------------------------- | -------------------------------------------------------------------------------- | ------------------------- |
| США                                               | 1912 | Остров сокровищ                             | Сирли Доули                       | Бен Вильсон                                                                      |                           |
| США                                               | 1920 | Остров сокровищ                             | Морис Турнёр                      | Чарлз Огл                                                                        |                           |
| США                                               | 1934 | Остров сокровищ                             | Виктор Флеминг                    | Уоллес Бири                                                                      |                           |
| СССР                                              | 1937 | Остров сокровищ                             | Владимир Вайншток                 | Осип Абдулов                                                                     |                           |
| США                                               | 1950 | Остров сокровищ                             | Байрон Хэскин                     | Роберт Ньютон                                                                    |                           |
| Великобритания                                    | 1951 | Остров сокровищ                             | Джой Харингтон                    | Майлс Бернард                                                                    | В семи эпизодах из восьми |
| США · Австралия                                   | 1954 | Долговязый Джон Сильвер                     | Байрон Хэскин                     | Роберт Ньютон                                                                    |                           |
| Австралия                                         | 1957 | Приключения Джона Сильвера (сериал)         | Ли Шолем                          | Роберт Ньютон                                                                    |                           |
| Испания                                           | 1965 | Остров сокровищ                             | Орсон Уэллс                       | Орсон Уэллс                                                                      |                           |
| СССР                                              | 1971 | Остров сокровищ                             | Евгений Фридман                   | Борис Андреев                                                                    |                           |
| Великобритания · Франция · ФРГ · Италия · Испания | 1972 | Остров сокровищ                             | Джон Хаф Андреа Бьянки            | Орсон Уэллс                                                                      |                           |
| СССР                                              | 1974 | Приключения в городе, которого нет          | Леонид Нечаев                     | Иван Переверзев                                                                  |                           |
| СССР                                              | 1982 | Остров сокровищ                             | Владимир Воробьёв                 | Олег Борисов                                                                     |                           |
| Болгария                                          | 1982 | Планета сокровищ                            | Румен Петков                      |                                                                                  | Анимационный фильм        |
| Италия · ФРГ                                      | 1987 | Остров сокровищ в космосе                   | Антонио Маргерити                 | Энтони Куинн                                                                     |                           |
| СССР                                              | 1988 | Остров сокровищ                             | Давид Черкасский                  | Армен Джигарханян, Виктор Андриенко (реплика «Сэр, у меня есть и то, и другое…») | Анимационный фильм        |
| США · Великобритания                              | 1990 | Остров сокровищ                             | Фрейзер Кларк Хестон              | Чарлтон Хестон                                                                   |                           |
| Великобритания                                    | 1993 | Легенды Острова сокровищ                    | Дино Атанассиу Саймон Уорд-Хорнер | Ричард Грант                                                                     | Мультсериал               |
| Германия · Люксембург · Новая Зеландия            | 1996 | Возвращение на остров сокровищ              | Стив Ла Худ                       | Стиг Элдред                                                                      |                           |
| Великобритания                                    | 1997 | Остров сокровищ                             | Дино Атанассиу                    | Ричард Грант                                                                     | мультфильм                |
| Великобритания Канада                             | 1999 | Остров сокровищ                             | Петер Роуи                        | Джек Пэланс                                                                      |                           |
| США                                               | 2002 | Планета сокровищ                            | Рон Клементс, Джон Маскер         | Брайан Мюррей                                                                    | мультфильм                |
| США                                               | 2006 | Пираты Острова Сокровищ                     | Ли Скотт                          | Лэнс Хенриксен                                                                   |                           |
| Франция · Великобритания · Венгрия                | 2007 | Остров сокровищ                             | Ален Берберян                     | Жерар Жюньо                                                                      |                           |
| Германия                                          | 2007 | Сокровища капитана Флинта / Die Schatzinsel | Hansjörg Thurn / Хансйорг Турн    | Тобиас Моретти                                                                   |                           |
| Великобритания · Ирландия                         | 2012 | Остров сокровищ                             | Стив Бэррон                       | Эдди Иззард                                                                      |                           |
| США                                               | 2014 | Чёрные паруса                               | Нил Маршалл                       | Люк Арнольд                                                                      |                           |